# 化合物半導体
化合物半導体（かごうぶつはんどうたい、英：Compound Semiconductor）とは、2種類以上の元素が結合してできる半導体である。こうした半導体は基本的に共有結合結晶であり、結晶構造は閃亜鉛鉱型構造やウルツ鉱型構造が多い。またアモルファス半導体となるものもある。化合物半導体となる元素の組み合わせは代表的なものにIII族とV族元素、II族とVI族元素があり、それぞれIII-V族半導体、II-VI族半導体と呼ばれている。

## 歴史
化合物半導体の開発は1874年にドイツのヴュルツブルク大学のフェルディナント・ブラウン(Karl Ferdinand Braun)が方鉛鉱と黄鉄鉱の整流特性に関して記述していた。1876年11月14日にライプツィヒで公開されたが、1900年代初頭に鉱石検波器として無線通信で使用されるまで用途は見出されず、真空管のような増幅特性への関心は戦間期の大半において減少した。
第一次世界大戦中に赤外線の運用が可能な硫化鉛とセレンの光検出器がドイツで開発されたものの、変換効率は1%未満だった。
さらに硫化セレンは即応性に乏しく、多くの用途で置き換えるには不十分だった。硫化鉛の検出器の開発は1932年にドイツで再開され、セレン化鉛とテルル化鉛が同様に開発された。変換効率を高めるためにドライアイスと液体窒素が冷媒として使用された。その後間もなく、硫化鉛検出器の開発がポーランドで開始された。重要な市販品への導入は1927年の酸化銅整流器と1931年のセレン整流器で両方とも低周波数の電力の整流では優位性を有した。これらの素子は大量生産されたものの、当時は作動原理が解明されていなかった。1950年代初頭までは代替する半導体材料の精製技術が不十分だったので使用され続けた。
1940年代から1950年代にかけて徐々にゲルマニウムとシリコンに転換された。III-V族半導体は高周波の特性が優れていたので1960年代以降、利用が拡大した。ガリウム砒素半導体に関心を持たれるようになったのは1950年代初頭でシリコンやゲルマニウム半導体よりも高周波数で使用できるからだった。ガリウム砒素半導体はIII-V族半導体の中で最初に普及した半導体だった。ガリウム砒素は融点での蒸気圧が大幅に低いため、精製の過程で組成比率が変化したり、結晶成長中に特性が変化する可能性があり、また、不純物の添加が困難だった。

## 利点
化合物半導体は2つの元素を組み合わせるため、組み合わせを変えることによりたくさんの種類の半導体を作製することができる。電子移動度が大きいヒ化ガリウム(GaAs)やバンドギャップの大きい窒化ガリウム(GaN)など、優れた特性をもつものも多い。

### 発光デバイス
発光ダイオードの色（放出される光の波長）はバンドギャップによって決まる。このため、さまざまなバンドギャップの半導体が求められる。化合物半導体はヒ化アルミニウムガリウム(AlGaAs)のように3つの元素を組み合わせることにより広い範囲の波長が実現できる。

### 高電子移動度トランジスタ
高電子移動度トランジスタは、電子親和力の違う2つの半導体をヘテロ接合することにより作製される。一般的に、この2つの半導体は共に化合物半導体である。